# Victor Savart
Victor Charles Marie Jules César Savart (Doornik, 31 juli 1803 - Brussel, 22 maart 1862) was een Belgisch volksvertegenwoordiger en senator.

## Levensloop
Savart was een zoon van Auguste Savart en van Pélagie Martel. Hij bleef vrijgezel.
Hij promoveerde tot doctor in de rechten (1826) aan de universiteit van Gent. Van 1827 tot 1833 was hij advocaat en van 1839 tot 1862 pleitbezorger.
In 1848 werd hij liberaal senator voor het arrondissement Doornik en dit tot in 1851. In 1852 werd hij opnieuw senator, tot in 1857. In 1857 werd hij liberaal volksvertegenwoordiger voor hetzelfde arrondissement en vervulde dit mandaat tot aan zijn dood.
Hij was ook nog gemeenteraadslid van Doornik vanaf 1856 en schepen van 1860 tot aan zijn dood.
Savart was verder:
- literair medewerker aan Annales de la Belgique,
- medestichter van het dagblad Le Nervien in Doornik,
- lid van de vrijmetselaarsloge Les Frères Réunis in Doornik.